# Aleksandr Pankratov
Aleksandr Pankratov (russisk: Алекса́ндр Андре́евич Панкра́тов) (født 4. september 1946 i Kharkiv i Sovjetunionen) var en sovjetisk filminstruktør og manuskriptforfatter.

## Filmografi
- Portret zjeny khudozjnika (Портрет жены художника, 1981)[1][2]
- Prodelki v starinnom dukhe (Проделки в старинном духе, 1986)